# صنعا
صَنعاء (به عربی: صنعاء) پرجمعیت‌ترین شهر و پایتخت کشور یمن است. صنعا همچنین مرکز استان صَنعاء است.

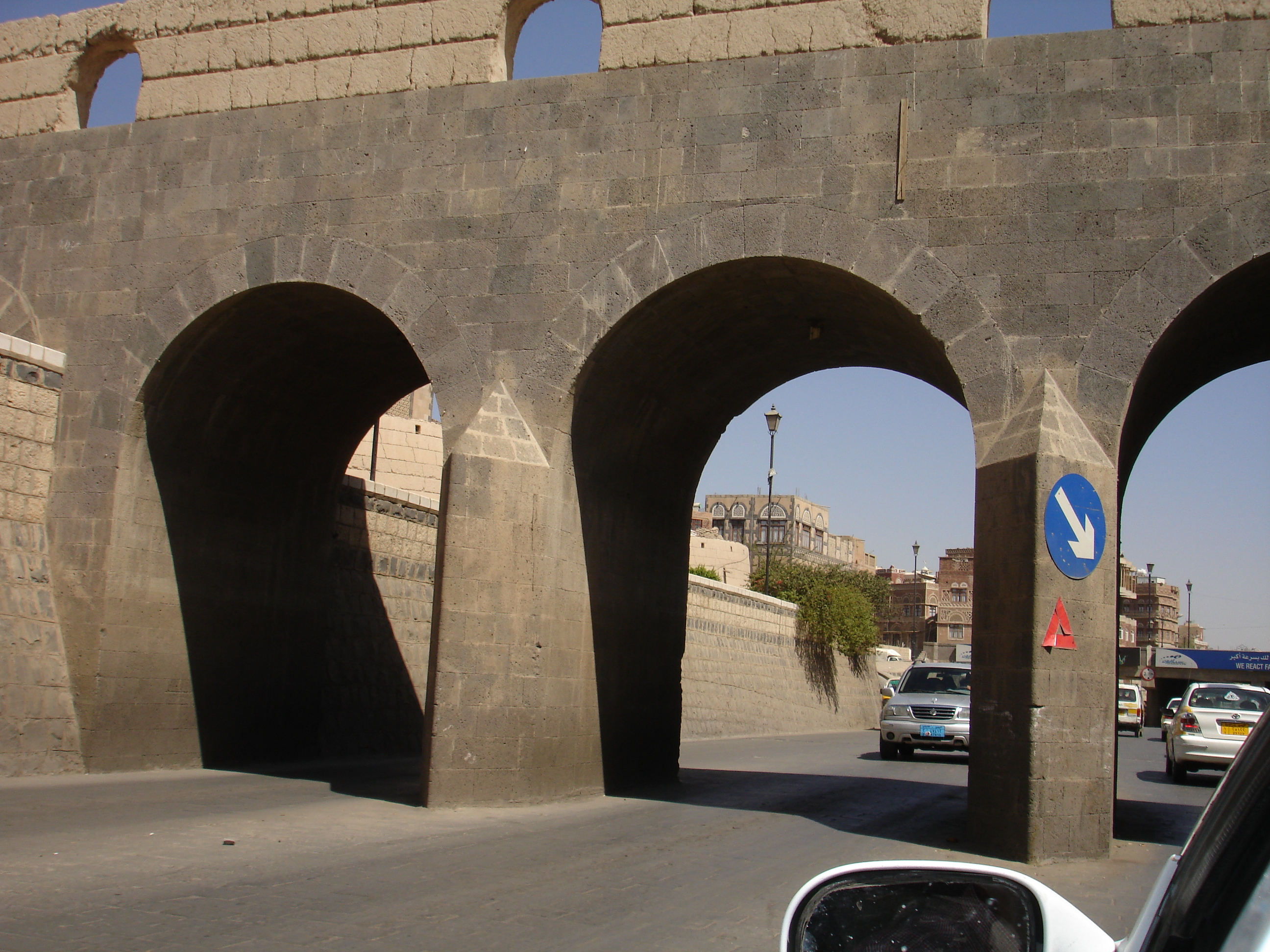
خیابانی در صنعا

## جمعیت
جمعیت شهر صنعا در سال ۲۰۰۰ میلادی برابر با ۱٬۳۰۳٬۰۰۰ نفر بوده است.

## جغرافیا
صنعا در دل بخش کوهستانی یمن قرار گرفته و بلندای آن از سطح دریا ۲۲۰۰ متر است. پیرامون صنعاء چندین کوه از جمله جبل نوقوم و ایبن قرار گرفته است.

## صنعا در تاریخ
صنعاء تا سال ۱۹۹۰ میلادی پایتخت یمن شمالی (جمهوری عربی یمن) بود پس از یکی شدن دو یمن به عنوان پایتخت یمن متحد برگزیده شد. صنعاء از شهرهای باستانی یمن است و از زمان دودمان سبا وجود داشته است. کهن‌ترین اشاره‌ها به وجود این شهر در سنگ‌نبشته‌هایی مربوط به سدهٔ یکم میلادی دیده شده است. گفته می‌شود که در آغاز سده ۶ میلادی صنعاء پایتخت پادشاهی حِمیَر بوده است. صنعاء همچنین به هنگام فرمانروایی شاه یوسف اثر (یا ذو نُواس)، واپسین شاه حمیری پایتخت ولیعهد اتیوپیایی بود. پس از سال ۵۷۰ میلادی صنعاء مرکز ساتراپ‌نشین ایرانی یمن بود.

## مرمت صنعا در سال ۱۹۸۷
شهر صنعا، پایتخت یمن، یکی از قدیمی‌ترین پایتخت‌های جهان است. این شهر که به «مروارید یمن» معروف است، دارای تاریخ و فرهنگ غنی است و به دلیل معماری منحصر به فرد خود شناخته می‌شود.
در دهه ۱۹۸۰، شهر صنعا با چالش‌های متعددی در زمینه فرسودگی شهری روبرو بود. بسیاری از خانه‌های قدیمی این شهر در حال تخریب بودند و با مشکلاتی مانند شدآمد، آلودگی و کمبود فضای سبز مواجه بود.
در سال ۱۹۸۷، یونسکو صنعا را به عنوان یک میراث جهانی ثبت کرد. این اقدام به منظور حمایت از میراث فرهنگی این شهر و کمک به حفظ آن برای نسل‌های آینده انجام شد.
پس از ثبت صنعا در فهرست میراث جهانی، یونسکو و دولت یمن با همکاری یکدیگر طرحی جامع برای مرمت این شهر را به اجرا گذاشتند. این طرح که به «طرح صنعا» معروف بود، شامل اقداماتی مانند:
'مرمت خانه‌های تاریخی: بسیاری از خانه‌های قدیمی صنعا، از جمله خانه‌های سنگی چند طبقه‌ای که به «خانه‌های صنعی» معروف هستند، مرمت و بازسازی شدند.
احداث ساختمان‌های جدید: ساختمان‌های جدیدی با طراحی سنتی در این شهر احداث شدند که به حفظ هویت تاریخی آن کمک کرد.
ایجاد فضای سبز و محوطه‌سازی: فضای سبز و محوطه‌های عمومی جدیدی در این شهر احداث شد که به بهبود کیفیت زندگی ساکنین کمک کرد.
توسعه امکانات رفاهی: امکانات رفاهی جدیدی مانند مدارس، مراکز بهداشتی و فروشگاه‌ها در این شهر احداث شد.
پیاده‌سازی طرح‌های ترافیکی: طرح‌های ترافیکی جدیدی در این شهر اجرا شد که به منظور کاهش ترافیک و آلودگی هوا بود.
طرح صنعا یک موفقیت بزرگ بود. این برنامه به‌طور قابل توجهی به حفظ میراث فرهنگی صنعا و بهبود کیفیت زندگی در این شهر کمک کرد.
امروزه، صنعا به عنوان یکی از زیباترین و تاریخی‌ترین شهرهای یمن شناخته می‌شود و «طرح صنعا» به عنوان یک نمونه موفق از مرمت شهری در سراسر جهان مورد مطالعه قرار می‌گیرد.
طرح صنعا در سال ۱۹۸۷ به اجرا درآمد.
این برنامه شامل مرمت خانه‌های تاریخی، احداث ساختمان‌های جدید، ایجاد فضای سبز و محوطه‌سازی، توسعه امکانات رفاهی و پیاده‌سازی طرح‌های ترافیکی بود.
طرح صنعا به‌طور قابل توجهی به حفظ میراث فرهنگی صنعا و بهبود کیفیت زندگی در این شهر کمک کرد.

## ترابری داخلی و خارجی

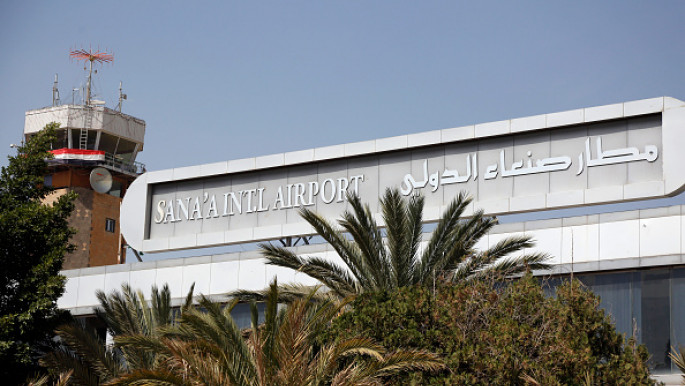
فرودگاه بین المللی صنعا

### فرودگاه بین المللی صنعا
فرودگاه بین‌المللی صنعا (به انگلیسی: Sana'a International Airport) یک فرودگاه نظامی و همگانی با کد یاتا SAH است که یک باند فرود آسفالت دارد و طول باند آن ۳۲۵۲ متر است. این فرودگاه در ارتفاع ۲۱۹۹ متری از سطح دریا واقع شده است.